# サービスタクシー (鳥取県)
サービスタクシー（Service Taxi）は、鳥取県鳥取市に本社がある、タクシーを運行する事業者である。

## 概要
小型タクシー専門事業者である。

## 歴史
- 1956年（昭和31年）8月11日創業。
- 2008年（平成20年）10月1日 日ノ丸自動車の鳥取駅 - 岩倉 - 高岡線を廃止し、既存の鳥取駅 - 岩倉 - 中河原 - 上地線を高岡経由に変更、鳥取駅 - 岩倉 - 因幡万葉歴史館循環線を運行開始したことに伴い、代替として、サービスタクシーが因幡万葉歴史館 - 三代寺 - 広西線を乗合タクシーとして運行開始（のちに廃止）。
- 2016年から始まった日本財団と鳥取県のタイアップ事業によりUDタクシーの車両数を増加。22台のうち9台が日産のUDタクシーとなる。
- 2019年（平成31年）3月、鳥取県を本拠地とするサッカーチーム「ガイナーレ鳥取」のスポンサーとなり、コラボレーション企画としてオリジナルのラッピングタクシーを運行開始する。[1]
- 2019年（令和元年）6月、トヨタの新型車両「ジャパンタクシー」を運行開始する。

## 定額運賃
鳥取市内のタクシー会社で唯一、エリア定額タクシーの運行をしている。降車するまで運賃がわからないメーター制のタクシーを利用する際の不安を払拭することを目的にしており、必要に応じて随時追加していくとしている。
※24時間利用可能だが、有料道路を通過する場合および空港等施設利用する場合は、別途料金（実費）が必要となる。
※空港定額タクシー利用の場合は、早めの予約が必要。

## 各営業所（車庫）所在地
- 本社
  - 鳥取県鳥取市栄町211-2